# AFP Porvenir
AFP Porvenir es una Administradoras de Fondos de Pensiones y de Cesantía filial del Grupo Aval. Cuenta con 51 oficinas y 5 módulos bancarios.
Es la AFP más grande de Colombia. Cuenta con aproximadamente catorce millones y medio de afiliados, resguarda ahorros por valor de 188.6 billones de pesos.

## Historia
Porvenir fue fundado en 1991, En 1994, hizo una alianza con el grupo chileno AFP Provida para comenzar su operación como Fondo Privado de Pensiones Obligatorias. La AFP Próvida S. A. entró con el 20 % de participación en Porvenir y vendió su participación en septiembre de 2003.

## Reconocimientos
En 2024, por tercer año consecutivo, Porvenir ha sido reconocido con el Sello de Educación Financiera otorgado por la Superintendencia Financiera de Colombia.